# St. Peter und Paul (Erlangen-Bruck)

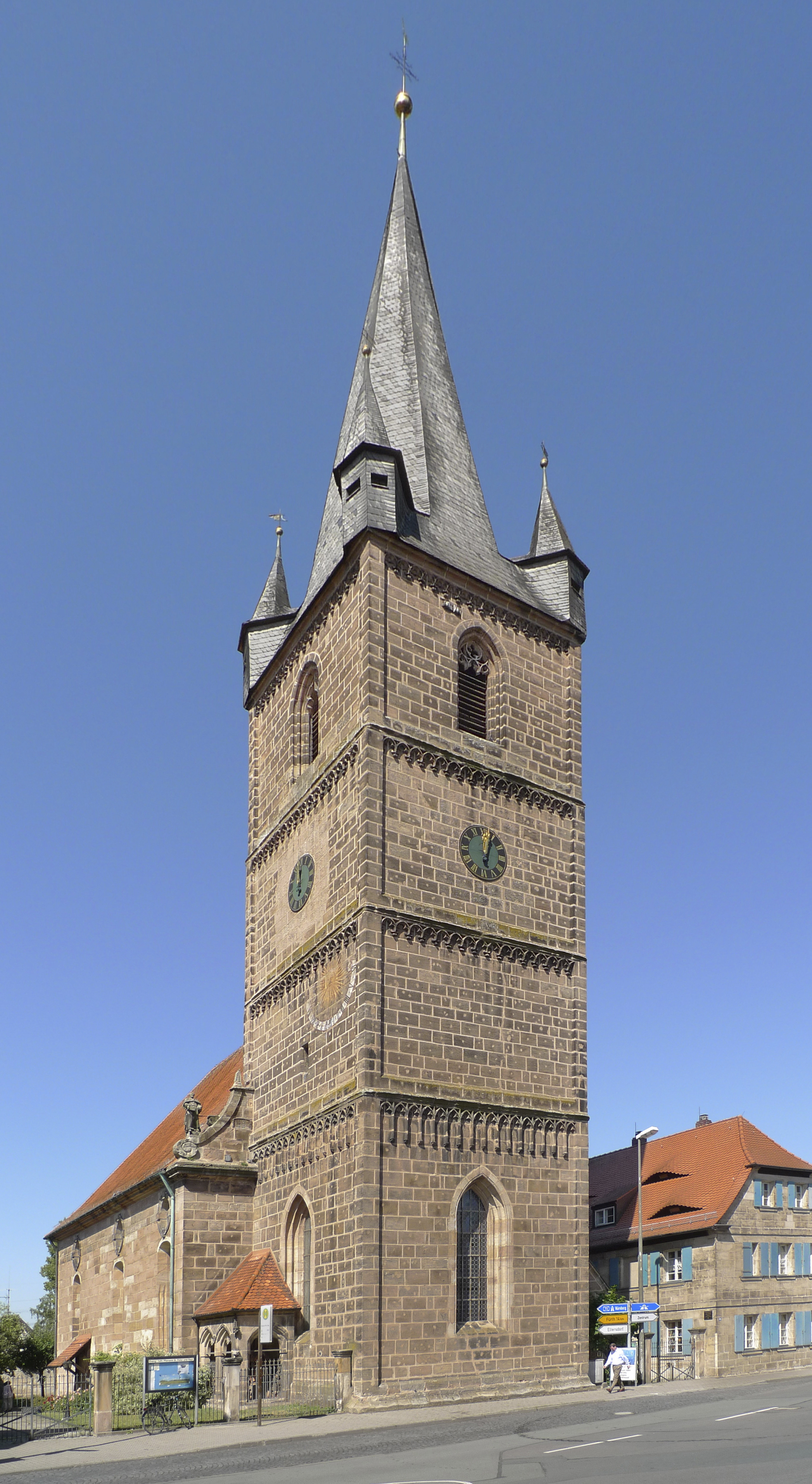
Die evangelisch-lutherische Kirche St. Peter und Paul, 2009

Die evangelisch-lutherische Kirche St. Peter und Paul ist das älteste Kirchengebäude im Erlanger Gemeindeteil Bruck und das Gotteshaus der dortigen evangelisch-lutherischen Gemeinde St. Peter und Paul. Das denkmalgeschützte Gebäude befindet sich im historischen Ortskern zwischen Fürther Straße und Regnitz.
Im gleichen Gemeindeteil befindet sich auch die katholische Kirche St. Peter und Paul.

## Romanischer Vorgängerbau
Urpfarrei für Bruck war vermutlich die Kirche in Poppenreuth, die den Aposteln Peter und Paul geweiht war. 1282 belehnte Kaiser Rudolph den Nürnberger Burggrafen Friedrich III. mit drei Dörfern aus Reichsbesitz, darunter „Brukk“. Bei archäologischen Grabungen im Jahre 1958 wurden im Kirchenschiff die Fundamente eines romanischen Vorgängerbaus freigelegt. Das Fundament liegt im Schnitt 1,50 m unter dem heutigen Fußbodenniveau des Kirchenschiffs. Das romanische Schiff mit Mauerstärken von 1,30 bis 1,50 Metern war in seinen Dimensionen nur wenig schmaler als das der gotischen Kirche, nach Westen jedoch kürzer. Diese wehrhafte Chorturmkirche hat nach Einschätzung des Grabungsleiters von 1958 wahrscheinlich bereits im 12. Jahrhundert gestanden, eine lange Nutzungsdauer sei unter anderem durch drei übereinander liegende Fußböden (zwei Lehmestriche und ein Steinplattenbelag) bezeugt. Die Sakristei wird baugeschichtlich in das 13. Jahrhundert datiert. Spuren einer Holzkirche, die nach neuzeitlichen Mutmaßungen schon vor dem 11. Jahrhundert dort gestanden haben soll, wurden bei den Grabungen im Kirchenschiff nicht gefunden. Die romanischen Fundamente stehen auf sterilem geologischen Untergrund, im Kirchenschiff wurden als basale Schichten die anstehenden Sande der Regnitzniederung angetroffen.

## Gotischer Bau

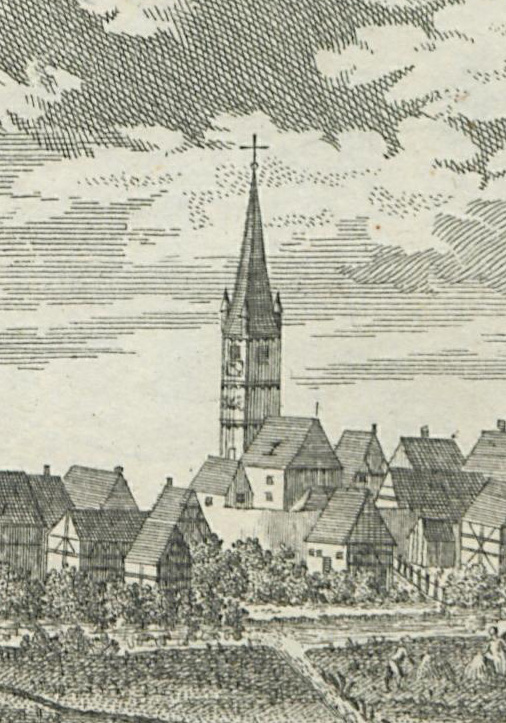
Brucker Kirche, Detail aus dem Kupferstich von Christoph Melchior Roth, 1760

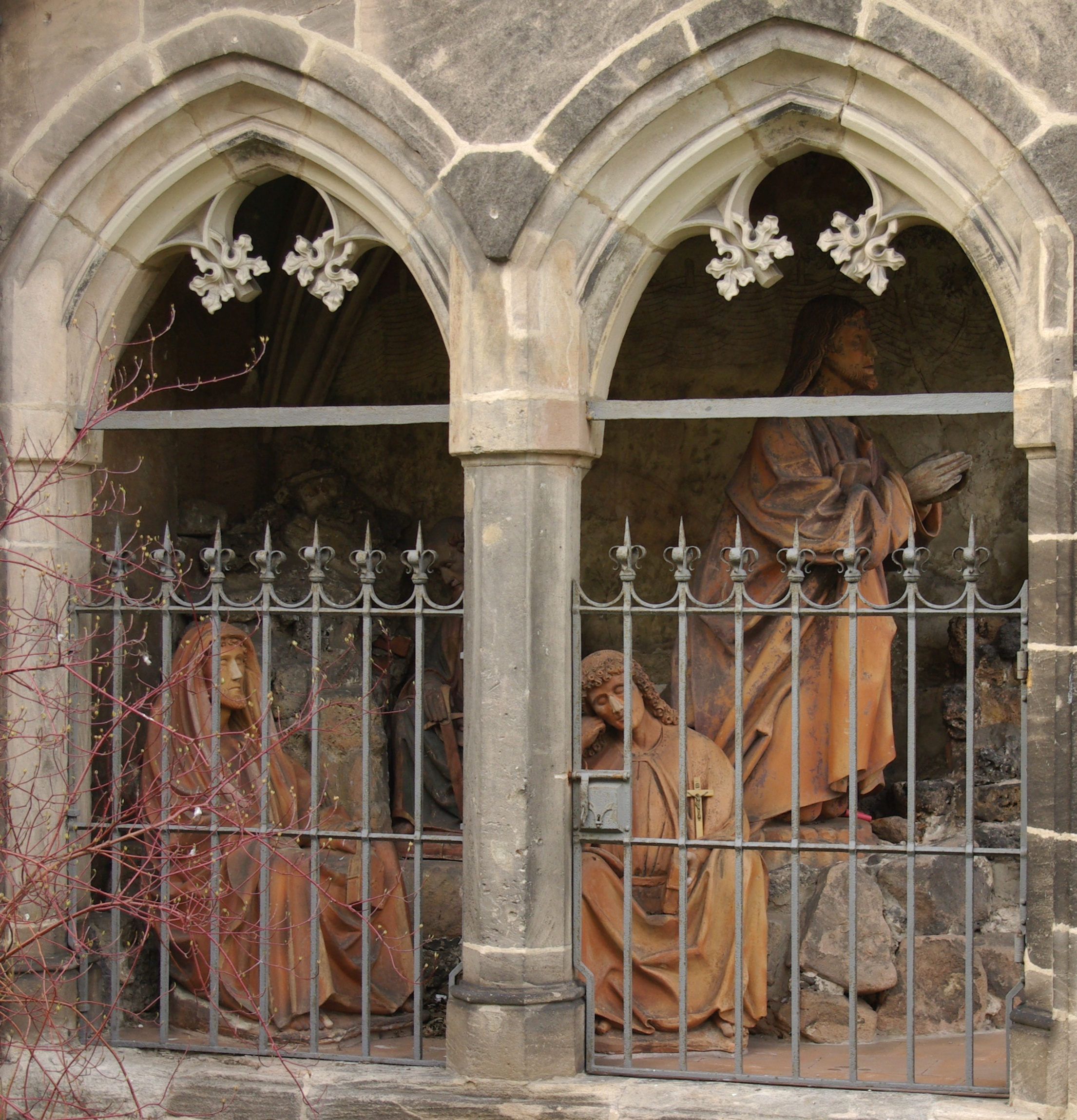
Der Ölberg von 1499

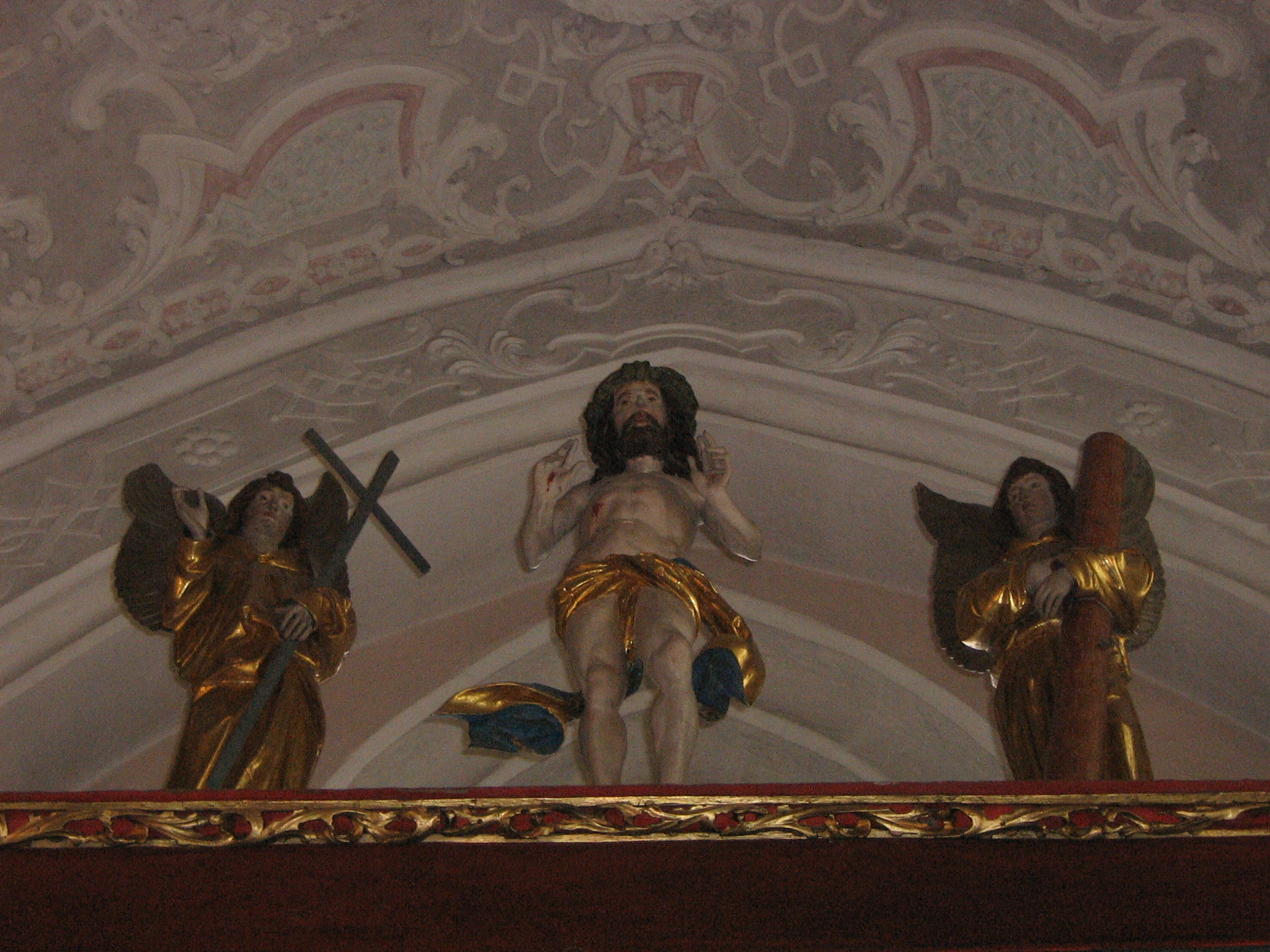
Altaraufsatz: Der auferstandene Christus zwischen zwei Engeln mit den Passionssymbolen Kreuz und Martersäule

Die gotische, einschiffige Kirche wurde um 1400 ortstreu über dem Vorgängerbau errichtet, wobei sie in allen Dimensionen größer wurde. Der 68 Meter hohe Chorturm, zugleich Brucker Wahrzeichen und Wappenbild, ist mit vier Schwarwachttürmen ausgestattet und damit ein so genannter Fünfknopfturm. Diese Ecktürmchen dienten als Ausguck der Scharwächter und im Belagerungsfall zur Verteidigung. Der Hauptturm ist ein achtseitiger Spitzhelm. Die Jahreszahl 1475 unter dem Bogenfries auf der Ostseite belegt die Fertigstellung des Turms in seiner jetzigen Gestalt, nachdem er im Ersten Markgrafenkrieg von 1449/50 bei der Belagerung Schaden genommen hatte.
1527 schloss sich Bruck der Reformation an. Der Pfarrer Martin Krauß, ein Schüler Martin Luthers, kam nach Bruck. Die gotischen Kunstwerke im Inneren (eine Madonna aus dem Jahre 1390, ein Hochaltar mit lebensgroßen Figuren von Petrus, Paulus und dem Nürnberger Stadtpatron Laurentius von 1508 aus der Schule von Veit Stoß, ein Kruzifixus und eine Figur des auferstandenen Christus aus der Zeit um 1500) und an der Außenwand (ein Ölberg aus dem Jahr 1499, ähnlich dem von St. Lorenz in Nürnberg) blieben erhalten. Neue Kunstwerke kamen hinzu. 1666 wurden Emporen eingezogen und mit biblischen Szenen bemalt. 1680 wurde von Samuel Hartmann eine kunstvolle hölzerne Kanzel errichtet, die auf einer lebensgroßen Mosefigur aufruht. Der Kirchenraum wurde 1726 barockisiert. Die Erlanger Künstlerfamilie Leinberger, deren bedeutendster Vertreter Christian Leinberger auch die Neustädter Kirche in Erlangen ausmalte, gestaltete die Decke im neu errichteten Schiff mit kunstvollem Stuck und einem Christi Himmelfahrt darstellenden Gemälde.

## Orgel
Die Orgel wurde im Jahr 1893 von Johannes Strebel aus Nürnberg erbaut. Das Kegelladeninstrument mit pneumatischen Spiel- und Registertrakturen und freistehendem Spieltisch umfasst insgesamt 20 Register auf zwei Manualen und Pedal. Die Disposition lautet wie folgt:
| I Manual C–f3 |            |       |
| 1.            | Bourdon    | 16′   |
| 2.            | Principal  | 8′    |
| 3.            | Tibia      | 8′    |
| 4.            | Salicional | 8′    |
| 5.            | Gamba      | 8′    |
| 6.            | Octav      | 4′    |
| 7.            | Hohlflöte  | 4′    |
| 8.            | Waldflöte  | 2′    |
| 9.            | Mixtur IV  | 2 ⁄3′ |

| II Manual C–f3 |                     |    |
| 10.            | Lieblich Gedeckt    | 8′ |
| 11.            | Dolce               | 8′ |
| 12.            | Aeoline             | 8′ |
| 13.            | Geigenprincipal     | 8′ |
| 14.            | Traversflöte        | 4′ |
| 15.            | Fagott & Clarinette | 8′ |

| Pedal C–d1 |          |     |
| 16.        | Violon   | 16′ |
| 17.        | Subbaß   | 16′ |
| 18.        | Octavbaß | 8′  |
| 19.        | Cello    | 8′  |
| 20.        | Posaune  | 8′  |

- Koppeln: II/I, II/P, I/P
- Spielhilfen: 4 feste Kombinationen

## Wehrmauer

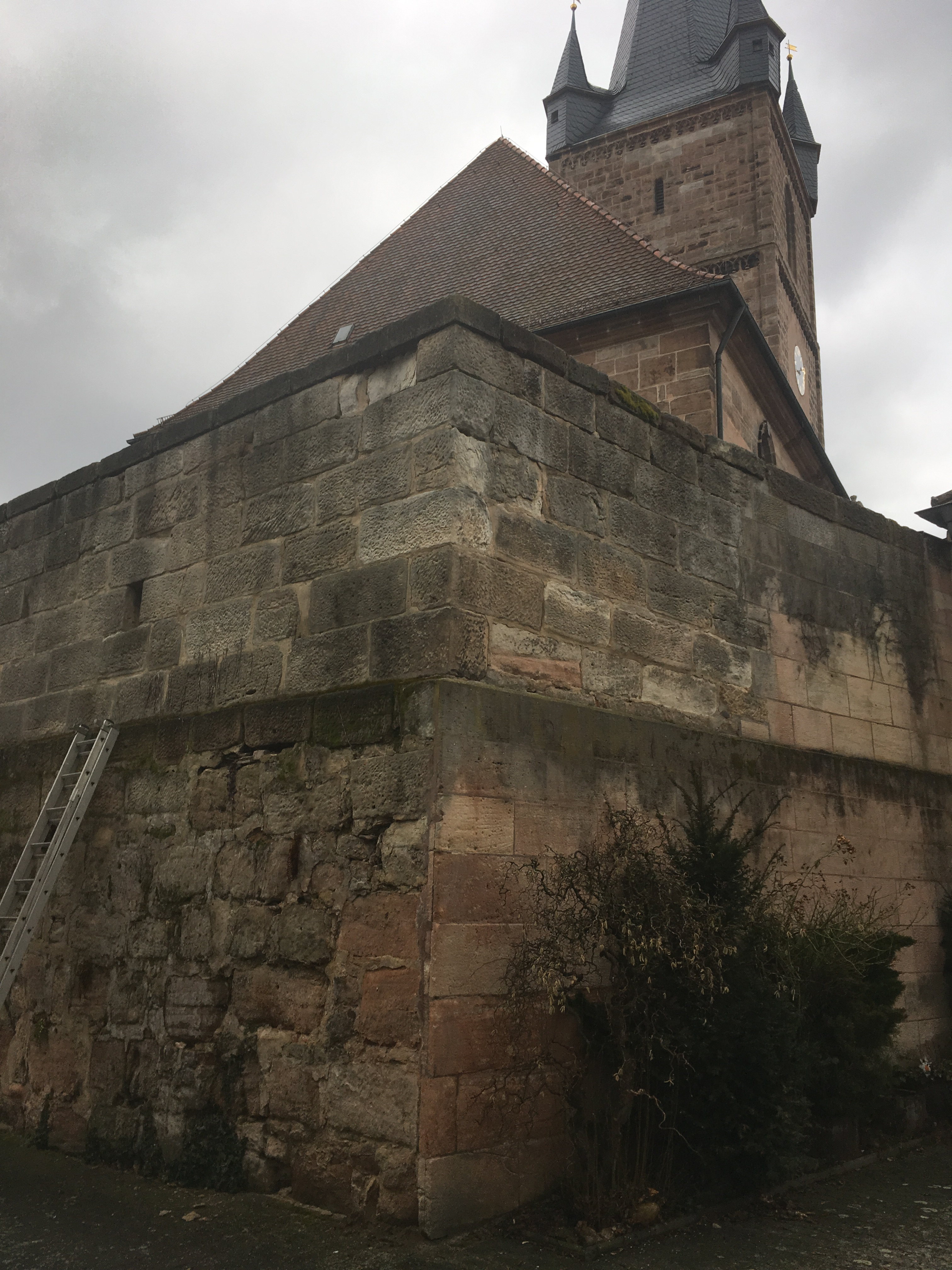
Wehrmauer, Ansicht von Südwesten

Die Tradition als Wehrkirche wird auch durch die bis zu 5,50 Meter hohe, mittelalterliche Wehrmauer bezeugt. Diese Höhe hatte sie zur abfallenden Westseite hin (Talrand der Regnitz), an der Ostseite war sie knapp drei Meter hoch (etwa 2,70 Meter über Friedhofsniveau). Der Friedhof wurde von der Basis der Mauer bis zur Höhe der Eingänge mit eingebrachtem Boden befüllt. Die alte Ringmauer bestand – wie in vergleichbaren Fällen des Nürnberger Umlandes – außen aus gequaderten Sandsteinen, innen aus vermörtelten Bruchsteinen. Sie war mit beiden Lagen etwa einen Meter dick und bot somit Schutz vor Kanonenkugeln und schweren Geschützen. Von Westen her ist das Ensemble mit Kirche und Mauer auf einem Kupferstich von C. M. Roth "Bruck Landalmoßamt" (1760) abgebildet. Der Ostteil der Wehrmauer wurde 1848 zusammen mit dem Torhaus abgebrochen. An den drei anderen Seiten wurde die innere Bruchsteinmauer 1895 bis auf Bodenniveau des Friedhofs abgetragen, in dieser Höhe ist sie bis heute erhalten. Die äußere Mauer aus Sandsteinquadern steht heute in der ursprünglichen Höhe nur noch an der Westseite, wobei sie von außen größtenteils durch angebaute neue Gebäude verdeckt wird. Im oberen Teil wurde sie saniert und teilweise erneuert.

## Beinhaus und Kapelle
Die Kapelle im Norden der Kirche ist im 15. Jahrhundert zunächst als eingeschossiges Beinhaus („Karner“) errichtet worden. Der ebenerdige Kapellenraum ist offen zugänglich, während die Kirche wochentags nicht für Besucher geöffnet und mit einer Alarmanlage gesichert ist.

## Friedhof
Der Friedhof lag spätestens seit dem 13. Jahrhundert an der Süd- und Westseite der Kirche, innerhalb der Wehr- und Umfassungsmauer. Die Gebeine der spätmittelalterlichen Bestattungen wurden gemäß dem damaligen Brauch exhumiert und an der südlichen Flanke zwischen den Mauern des romanischen und gotischen Kirchenschiffs eingelagert. Erst bei den Ausgrabungen von 1958 wurde dieser ursprüngliche Karner wiederentdeckt. Das Knochendepot reichte bis in 1,25 Meter Tiefe unter dem Kirchenboden. Später, nach Errichtung eines externen Beinhauses um die Mitte des 15. Jahrhunderts, wurden die Gebeine nach kurzer Liegezeit dorthin umgebettet. Diese Sitte hat sich mindestens bis zur Reformation, möglicherweise aber auch noch längere Zeit danach gehalten. Aus dem Jahre 1748 ist ein Friedhofsbelegungsplan erhalten, der die fast vollständige Parzellierung des Gottesackers südlich der Kirche zeigt. In der zweiten Hälfte des 18. Jahrhunderts wurden neue Grabparzellen an der Ostseite angelegt (damals „Buckenhofer Platz“, heute im Bereich der Fürther Straße), die bis 1824 ebenfalls komplett belegt waren. Aus Platzgründen wurde der Kirchfriedhof aufgegeben, ein neuer Friedhof wurde etwa 200 Meter östlich der Kirche angelegt. Die Knochen aus dem Beinhaus wurden zu diesem Zeitpunkt in den neuen Friedhof umgebettet. In der Friedhofstraße 2 befindet sich das der Kirche zugehörige Pfarrhaus.
Der alte Kirchfriedhof ist als Bodendenkmal D-5-6431-0027 in der Bayerischen Denkmalliste eingetragen, da hier neben archäologischen Siedlungsbefunden noch intakte Gräber des späten Mittelalters und der Neuzeit liegen, die aus dem 13. bis 18. Jahrhundert stammen. Während die Gräber aus dem 18. Jahrhundert zwischen drei bis vier Fuß Tiefe im geweihten Boden bestattet wurden, lag die Grabsohle im 15. Jahrhundert wahrscheinlich bei sieben Fuß (etwa zwei Meter) Tiefe, wie von vergleichbaren Friedhöfen in Nürnberg und Esslingen am Neckar bekannt.